# Голдинг, Элли
Елена Джейн «Элли» Голдинг (англ. Elena Jane «Ellie» Goulding; род. 30 декабря 1986) — британская певица и автор песен. Приобрела известность после того, как заняла первую строчку в опросе BBC Sound of 2010 и победила в номинации «Выбор критиков» в конкурсе BRIT Awards 2010 года. После подписания контракта с Polydor Records в 2009 году выпустила свой первый EP «An Introduction to Ellie Goulding», за которым последовал дебютный студийный альбом, «Lights».
«Lights» дебютировал на первой строчке в UK Albums Chart, в Великобритании было распродано более 850 тысяч копий этого альбома. В декабре 2010 года кавер Элли на песню Элтона Джона «Your Song» достиг в Соединённом Королевстве второй строчки, а в апреле 2011-го 3 недели занимал первое место на iTunes. Эту песню певица исполняла на приёме по случаю свадьбы принца Уильяма и Кейт Миддлтон в Букингемском дворце. В марте 2011 года в США был выпущен сингл «Lights», который занял первое место в чарте Billboard Pop Songs, первое место в чарте Billboard On-Demand и второе место в Billboard Hot 100 почти через полтора года, выполнив одно из самых долгих в истории подъёмов на две верхние позиции чарта. Сингл, более года находившийся в Billboard Hot 100, стал трижды платиновым в Великобритании.
В октябре 2012 года Элли выпустила второй альбом, получивший название «Halcyon», который так же хорошо был принят критиками. Сингл «Anything Could Happen» попал в первую пятёрку в Великобритании и в топ 20 в Австралии, Новой Зеландии и Ирландии. Halcyon дебютировал на втором месте в чарте альбомов Великобритании и занял девятую позицию в чарте Billboard 200. Альбом так же попал в пятёрку лучших в Новой Зеландии, в топ 10 в Ирландии и Канады и первую двадцатку в Австралии.

## Юность
Родилась в Херефорде (Англия) в семье Артура и Трейси Голдинг. Элли была второй из четырёх детей (у певицы есть 2 сестры и брат). Её мать работала в супермаркете, а отец происходил из династии гробовщиков. Её родители развелись, когда певице было 5 лет, и её отчимом стал водитель грузовика. В 9 лет она стала обучаться игре на кларнете, а в 14 лет начала учиться играть на гитаре, а в возрасте 15 лет начала писать песни. Она получила образование в школе Леди Хокинс в Кингтоне и Hereford Sixth Form College. Своё образование она продолжила в Кентском университете, где после победы на конкурсе вокалистов ей посоветовали взять академический отпуск, чтобы раскрыть свой талант.
После окончания образования в области драмы и театрального искусства Голдинг встретила Джейми Лиллиуайта, который стал её менеджером и познакомил её с продюсером Старсмитом.

## Карьера

### 2009—2012:Lights
Хотя Голдинг подписала контракт с Polydor Records в июле 2009 года, её дебютный сингл Under the Sheets вышел в цифровом виде на британском независимом лейбле Neon Gold Records 15 ноября 2009 года. Сингл достиг пика на 53-м месте в UK Singles Chart.
В 2010 году Голдинг победила в номинации Critics' Choice Award на церемонии Brit Awards, что сделало её второй певицей, выигравшей обе премии в один год. Она написала песню Love Me 'Cause You Want To для Габриэллы Чилми и три песни (Remake Me + You, Notice, Jumping into Rivers) для Дианы Викерс. Её песню Not Following забрала себе немецкая певица Леной, она вошла в её первый альбом «My Cassette Player».

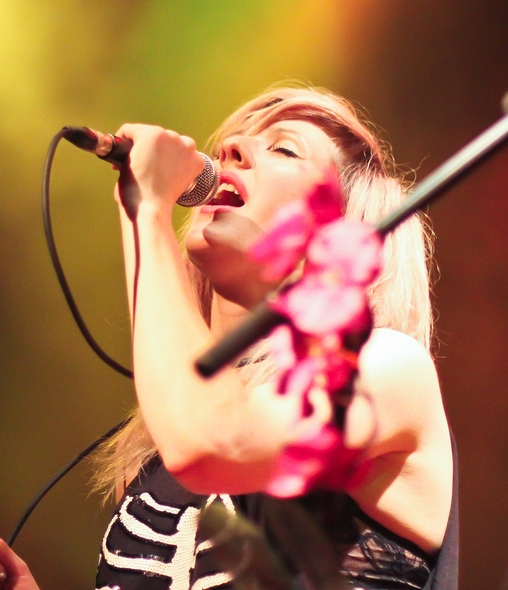
Голдинг в апреле 2011 года.

Дебютный альбом Голдинг Lights вышел в марте 2010 года. Он достиг 1 места в UK Albums Chart и 6 в Irish Albums Chart Синглы «Starry Eyed», «Guns and Horses» и «The Writer» достигли 4, 26 и 19 мест соответственно. По состоянию на июнь 2012 года было продано более 850 000 копий в одной только Великобритании и 1,6 миллиона копий по всему миру. В августе 2010 года Голдинг выпустила второй EP, Run into the Light, содержащий ремиксы песен из альбома Lights. В ноябре 2010 года Lights был переиздан под названием Bright Lights, туда было добавлено шесть новых треков. Первоначально сообщалось, что ведущим синглом Bright Lights станет новая редакция трека «Lights», запланированная к релизу на 1 ноября 2010 года. В итоге вместо этого ведущим синглом стала кавер-версия песни Элтона Джона «Your Song». Сингл «Your Song» достиг 2 места в UK Singles Chart.
В августе и сентябре 2010 года Голдинг выступила на разогреве группы U2 в туре U2 360 в Цюрихе, Мюнхене и Вене. Она также выступала в прямом эфире на фестивале музыки и искусств Коачелла в апреле 2011 года. 7 апреля 2011 года она дебютировала на американском телевидении в программе Jimmy Kimmel Live!, исполнив песню «Starry Eyed». Голдинг появилась в качестве музыкального гостя в 700-м эпизоде Saturday Night Live, транслировавшемся 7 мая 2011 года и организованном Тиной Фей. 29 апреля 2011 года Голдинг выступила на свадебном приеме принца Уильяма и Кейт Миддлтон, исполнив 14 песен, включая «Your Song».
6 августа 2011 года Голдинг выступила на фестивале Lollapalooza в Чикаго. 11 декабря 2011 года она выступала на ежегодном концерте Нобелевской премии мира в Осло. 1 декабря 2011 года Голдинг выступила в Белом доме во время зажигания огней национальной рождественской ёлки вместе с Биг Тайм Раш и will.i.am.
19 сентября 2011 года было объявлено, что Голдинг выступит на разогреве у Кэти Перри в туре California Dreams Tour вместо Джесси Джей, которая получила травму ноги.

### 2012—2014:Halcyon

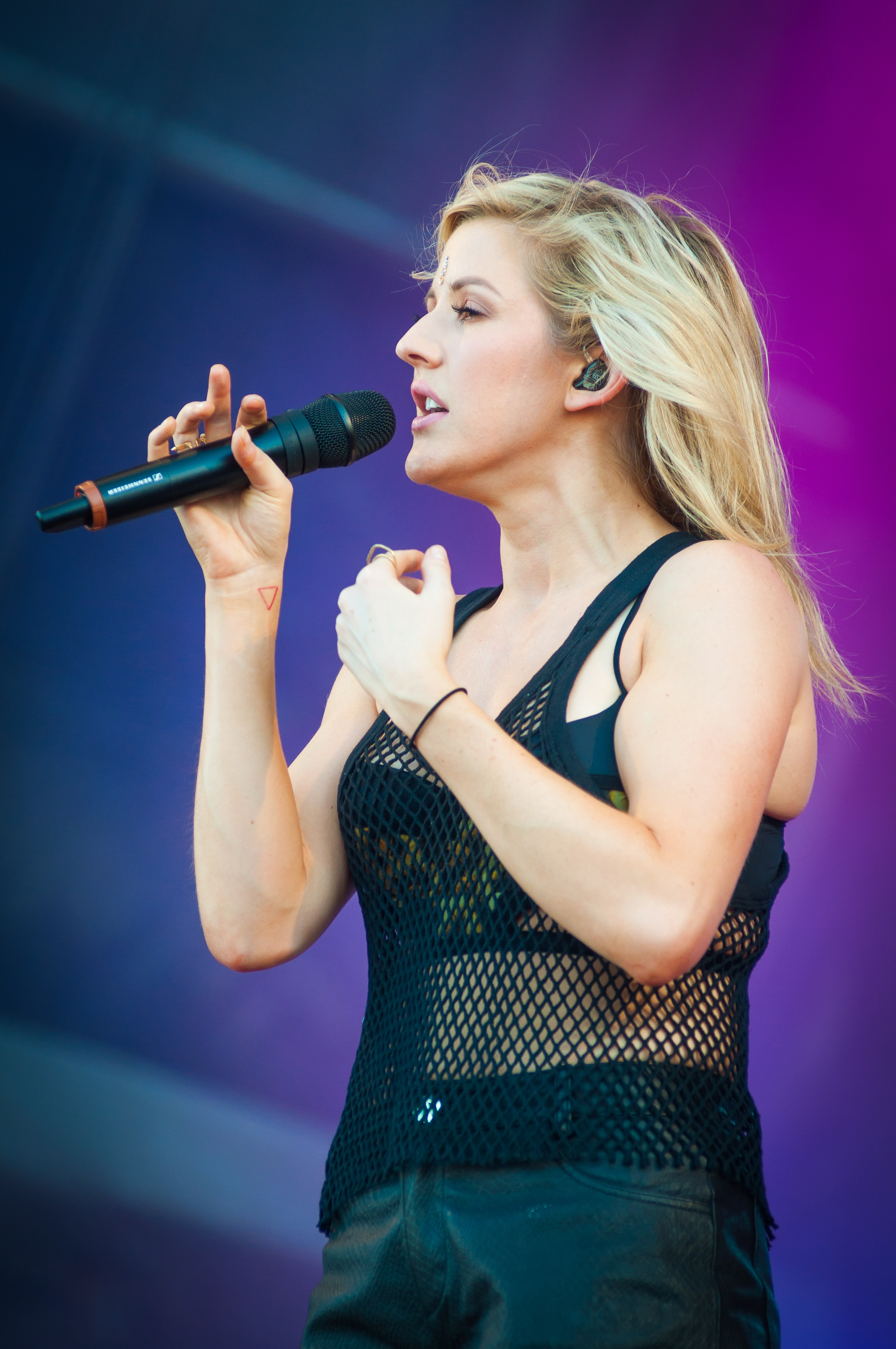
Голдинг в 2014 году.

В 2012 году вокал Голдинг появился в сингле «Fall into the Sky» диджея Zedd и I Need Your Love Кельвина Харриса. В конце июля 2012 года было объявлено, что второй альбом Голдинг будет называться Halcyon и выйдет 8 октября 2012 года. Перед его релизом, 21 августа, вышел ведущий сингл «Anything Could Happen». Премьера клипа на песню «Anything Could Happen» состоялась 9 августа 2012 года, видеоряд состоял из фотографий, присланных фанатами в Instagram. 19 ноября 2012 года вышел видеоклип на второй сингл Голдинг «Figure 8». Сингл был выпущен в цифровом виде в Великобритании 12 декабря 2012 года. Песня попала в чарты ещё до того, как была выпущена, и оказалась в Топ-40 в Великобритании, достигнув 33-го места.
20 мая 2013 года Голдинг объявила, что отправится в семидневный тур по Великобритании в октябре. В июне 2013 года Голдинг выступала на RockNess festival в Инвернессе, Capital FM Summertime Ball и Firefly Music Festival в Вудленде. 2 июля 2013 года она представила премьеру песни под названием «You My Everything» в сериале «Молокососы», и в тот же день она подтвердила журналу Elle, что Halcyon будет переиздан позже в том же году.
9 сентября 2013 года Голдинг выпустила музыкальное видео на песню «How Long Will I Love You» для фильма «Бойфренд из будущего». Песня «Mirror» вошла в саундтрек к фильму «Голодные игры: И вспыхнет пламя». В финальном эпизоде Х-Фактора 14 декабря Голдинг исполнила дуэт с финалистом Люком Френдом.
19 февраля Голдинг победила в номинации Best British Female Solo Artist на церемонии Brit Awards 2014 года. 20 октября 2014 года она заявила в Facebook, что появится на новом альбоме Кельвина Харриса, с песней под названием «Outside». Песня была выпущена в качестве четвёртого сингла альбома 20 октября 2014 года.

### 2015—2017:Delirium
В ноябре 2014 года Голдинг объявила, что работает над третьим студийным альбомом. В начале 2015 года она выпустила сингл «Love Me Like You Do», который вошёл в саундтрек к экранизации романа «Пятьдесят оттенков серого». Клип на песню был выпущен на YouTube 22 января. Он имел коммерческий успех, проведя четыре недели на первой строчке в UK Singles Chart, возглавив чарты во многих других странах, включая Австралию, Новую Зеландию и Германию, он также достиг третьего места в американском Billboard Hot 100. Сингл стал рекордсменом по количеству транслируемых треков за одну неделю в Великобритании (2,58 миллиона раз) и во всем мире (15,5 миллиона раз). 7 декабря 2015 года песня «Love Me like You Do» принесла Голдинг номинацию на премию Грэмми за лучшее сольное исполнение. В мае 2015 года Голдинг снялась в музыкальном клипе «Bad Blood» певицы Тейлор Свифт.
Голдинг работала с Major Lazer над его альбомом Peace Is the Mission, записав сингл «Powerful». Трек вышел вместе с альбомом 1 июня 2015 года. Анонс сингла был показан 23 апреля 2015 года. 5 августа 2015 года на музыкальном саммите iHeartRadio Interscope Голдинг обнародовала название нового сингла «On My Mind». 15 сентября 2015 года на странице Голдинг в Facebook была опубликована дата выхода нового сингла: 17 сентября 2015 года. На следующий день туда же был загружен ещё один видео-тизер, раскрывающий название и обложку третьего альбома, Delirium.

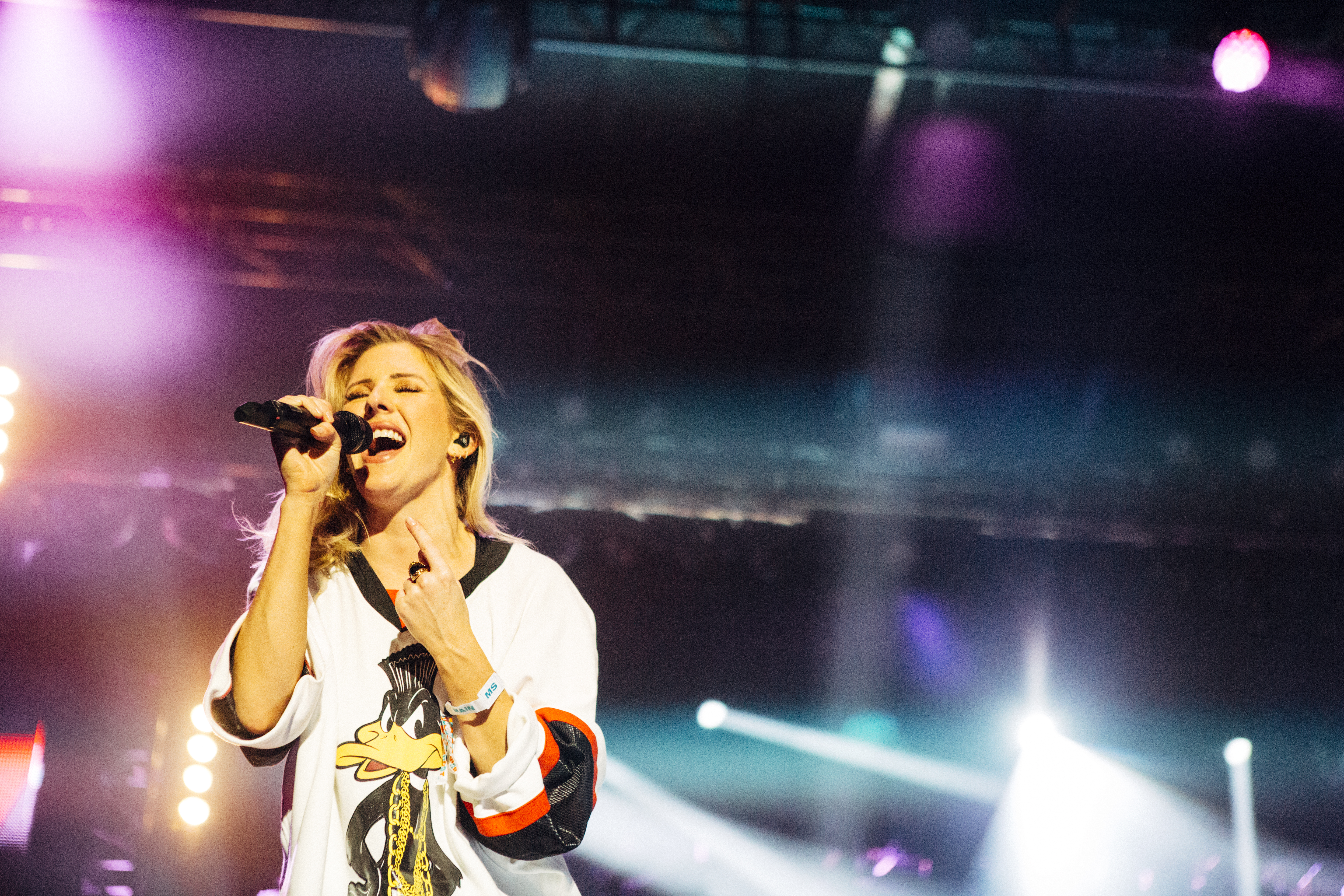
Голдинг на фестивале Bumbershoot

7 сентября 2015 года было объявлено, что Голдинг выступит на 2015 AFL Grand Final вместе с канадским музыкантом Брайаном Адамсом и американским музыкантом Крисом Айзеком. 17 сентября Голдинг дебютировала с синглом «On My Mind», ведущим треком альбома Delirium на утреннем шоу BBC Radio 1. Она также объявила, что альбом будет выпущен 6 ноября. Впоследствии Голдинг исполнила «On My Mind» на фестивале Apple Music в конце той же недели.
Затем она отправилась в Сидней, где 4 октября дала разовое представление в театре Энмор. Голдинг также выступила на австралийском X Factor 6 октября, где исполнила песню «On My Mind». 15 октября 2015 года было объявлено, что Army будет вторым официальным синглом с альбома, музыкальное видео песни вышло 14 января 2016 года. Третий сингл, Something in the Way You Move, был впервые выпущен в качестве рекламного сингла с альбома 9 октября 2015 года. Затем он был выпущен 19 января 2016 года, а музыкальное видео на него вышло 23 февраля 2016 года; другое музыкальное видео режиссёра Эмиля Навы вышло 21 июня 2017 года.

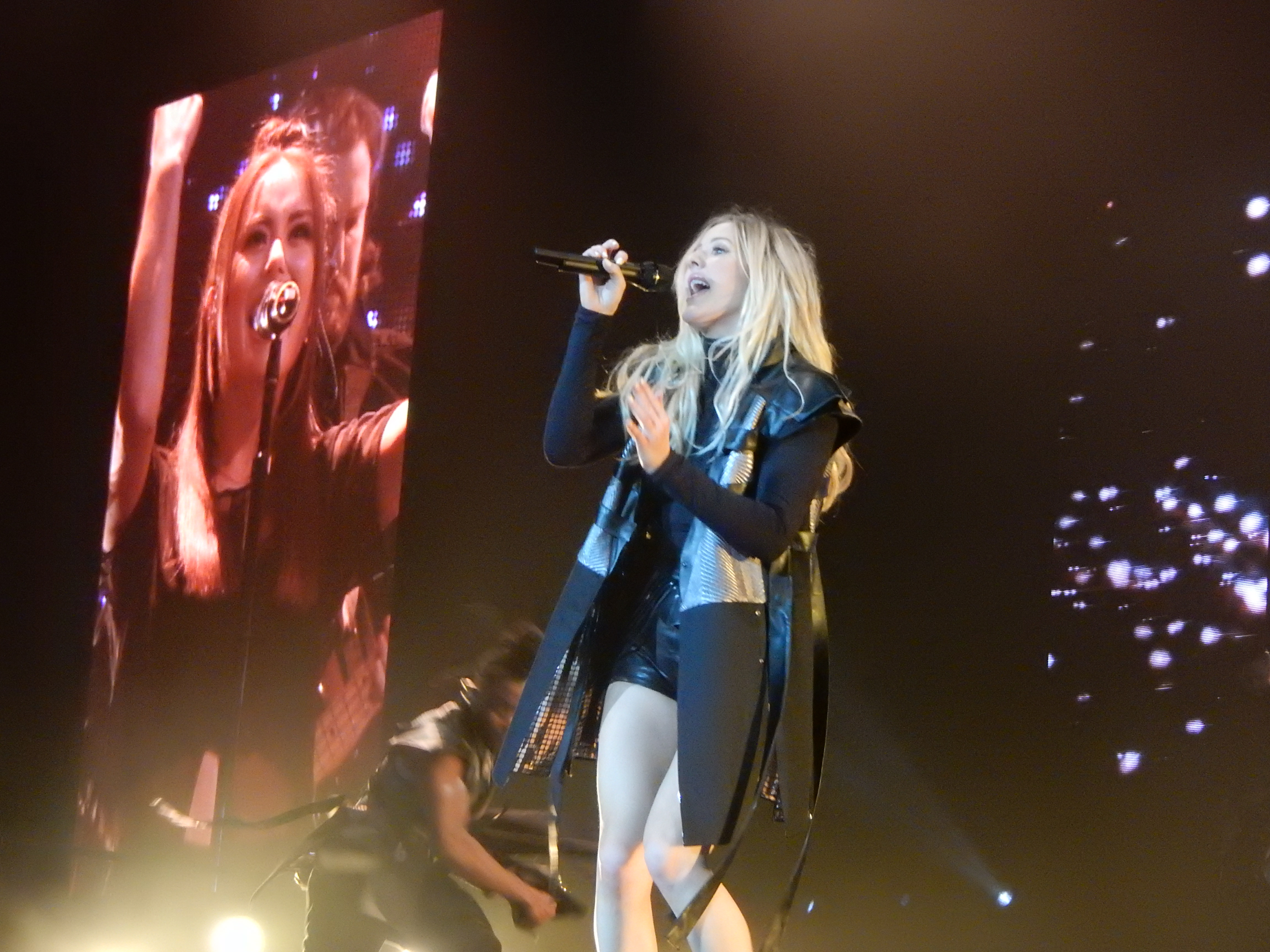
Голдинг в 2016 году

19 августа 2016 года Голдинг выпустила сингл «Still Falling For You» для саундтрека к фильму «Бриджит Джонс 3», а премьера клипа состоялась 25 августа 2016 года. Он получил умеренный коммерческий успех во всем мире, сумев достичь 11-го места в чартах Великобритании.
После долгого перерыва, в 2017 году Голдинг выступила на открытии 16-го выпуска фестиваля Mawazine, проходившего в Рабате с 12 по 20 мая. Там же она впервые спела вживую свой последний сингл «First Time», который был выпущен 28 апреля в сотрудничестве с Kygo.

### 2018 — настоящее время:Brightest Blue
В 2018 году Голдинг присоединились к Tap Management после почти десяти лет работы с First Access Management. Она записала сингл «Bad Love» с Шоном Полом, сингл вышел 29 июня 2018 года.
24 октября 2018 года был выпущен сингл «Close to Me», записанный совместно с Дипло и Swae Lee. 1 января 2019 года Голдинг сообщила, что работает над своим четвёртым альбомом, который должен выйти в том же году. 1 марта она выпустила следующий сингл Flux.
12 апреля 2019 года Голдинг выпустила сингл «Sixteen» . По поводу сингла она сказала следующее:
Этот возраст был таким поворотным для меня во многих отношениях, и эта песня так близка моему сердцу. Она возвращает меня к безрассудным дням подросткового возраста, и я надеюсь, что остальным она тоже напомнит о беззаботной юности
26 июня 2019 года Голдинг выпустила сингл «Hate Me» с американским рэпером Juice WRLD. Премьера альбома состоялась в июле на радио Apple Music 1. В июле она заявила, что её следующими синглами будут «Woman I Am» и «Start». В ноябре Голдинг выпустила кавер-версию песни «River», которая возглавила UK Singles Chart, став её третьим синглом номер один в Великобритании и последней песней номер один в Великобритании 2010-х годов.
13 марта 2020 года она выпустила новый сингл «Worry About Me», который был записан в сотрудничестве с Blackbear. 21 мая вышел сингл Power, а 30 июня — сингл «Slow Grenade» совместно с Lauv.
17 июля 2020 года Голдинг выпустила свой четвёртый студийный альбом Brightest Blue. Первоначально запланированный на 5 июня 2020 года релиз альбома был отложен из-за пандемии COVID-19. Он дебютировал на вершине UK Album Chart в третий раз в карьере Голдинг Альбом также стал вторым в Шотландии, вошёл в Топ-10 в Ирландии, а также в Топ-40 более чем в десяти странах, включая Австралию, Германию и США.
Голдинг объявила в разделе вопросов и ответов в Instagram, что она выпустит новую музыку, которая не была частью эпохи Brightest Blue, в конце января 2021 года. 21 января она выпустила совместную работу с электронным дуэтом Silk City под названием «New Love». 30 сентября Голдинг исполнила «Anything Could Happen» в рамках церемонии открытия Экспо 2020, проходившей в Дубае.

## Личная жизнь
В 2010 году Голдинг встречалась с диджеем BBC Radio 1 Грегом Джеймсом. Она также является близким другом Лисси, вместе с которой они часто выступают.
В 2012 году Элли заявила об отношениях с известным бростеп-музыкантом и продюсером Скриллексом. Отношения продлились недолго, так как активная концертная деятельность и проживание на разных континентах не позволяли им часто видеться.
В августе 2018 года было объявлено о помолвке Голдинг с арт-дилером Каспаром Джоплингом. 31 августа 2019 года они сочетались браком в Йоркском соборе. В феврале 2021 года Голдинг объявила, что ожидает рождения первенца. 29 апреля 2021 года у супругов родился сын Артур Эвер Уинтер Джоплинг.

## Дискография
Студийные альбомы
- 2010: Lights / Bright Lights
- 2012: Halcyon
- 2013: Halcyon Days
- 2015: Delirium
- 2020: Brightest Blue
- 2023: Higher Than Heaven

EP
- 2009: An Introduction to Ellie Goulding
- 2010: iTunes Festival: London 2010
- 2010: Run Into the Light
- 2011: Ellie Goulding: Live at Amoeba San Francisco
- 2012: iTunes Festival: London 2012
- 2013: iTunes Festival: London 2013
- 2013: iTunes Session

## Концертные туры
- The Lights Tour (2010—2011)
- The Halcyon Days Tour (2012—2014)
- Delirium Tour (2016)
- Brightest Blue Tour (2021)
- Higher Than Heaven Tour (2023)